# Zainadine Júnior
Zainadine Júnior, właśc. Zainadine Abdula Chavango Júnior (ur. 24 czerwca 1988 w Maputo) – mozambicki piłkarz grający na pozycji obrońcy.

## Kariera klubowa
Karierę piłkarską Júnior rozpoczął w klubie Grupo Desportivo de Maputo i w jego barwach zadebiutował w 2006 roku w pierwszej lidze mozambickiej. W debiutanckim sezonie osiągnął pierwsze sukcesy w karierze, gdy zdobył Puchar Mozambiku i wywalczył mistrzostwo Mozambiku. W 2007 i 2008 roku zdobył Maputo Honour Cup. W 2013 roku grał w Liga Muçulmana Maputo, z którym wywalczył mistrzostwo Mozambiku.
Latem 2013 Júnior przeszedł do CD Nacional, a w 2016 do Tianjin Teda.

## Kariera reprezentacyjna
W reprezentacji Mozambiku Júnior zadebiutował w 2008 roku. W 2010 roku został powołany do kadry na Puchar Narodów Afryki 2010, na którym był rezerwowym i nie rozegrał żadnego spotkania.